# Тихвинский, Сергей Леонидович
Серге́й Леони́дович Ти́хвинский (1 сентября 1918, Петроград — 24 февраля 2018, Москва) — советский и российский дипломат и историк-китаист, специалист в области новой и новейшей истории стран Дальнего Востока, преимущественно Китая, и истории международных отношений. Доктор исторических наук (1953), профессор. Действительный член Российской академии наук (1991; академик АН СССР с 1981).  Лауреат Государственных премий СССР (1982) и РФ (1999).

## Биография
Родился в Петрограде, на Васильевском острове, в семье врача Леонида Дмитриевича Тихвинского (Нежданова, 1884—1948) и его супруги Киры Андреевны, урождённой Грюнбах (1886—1946), дочери губернского секретаря. Отец, выпускник Императорской медико-хирургической академии, до Первой мировой войны был младшим врачом гвардейского полка в Царском Селе, затем в чине надворного советника возглавил 308-й подвижной полевой госпиталь на Юго-Западном фронте. Родители поженились в действующей армии 7 (20) апреля 1917 года.
В начале 1930-х годов окончил 41-ю школу ФЗД (бывшую Петришуле) и поступил на китайское отделение филологического факультета Ленинградского государственного университета, где учился у академика В. М. Алексеева.
В 1938 году, сдав экстерном экзамены за IV курс ЛГУ, был направлен по комсомольскому набору на работу в НКИД СССР. До 1957 года находился на дипломатической службе в Китае, Японии, Великобритании и на Генеральной Ассамблее ООН, одновременно в 1938—1940 годах служил в НКВД СССР, в 1941—1955 годах — в НКГБ (МГБ, КГБ). В 1939 году в качестве переводчика участвовал в беседе И. В. Сталина, В. М. Молотова, К. Е. Ворошилова, А. И. Микояна и В. П. Потёмкина с Председателем Законодательной палаты правительства Китайской Республики Сунь Фо. В 1939—1940 годах — вице-консул Генерального консульства СССР в Урумчи (Китай), затем работал в аппарате НКИД в Москве. С 1939 года — лейтенант, с 14 марта 1940 года — старший лейтенант государственной безопасности. Член ВКП(б) (1941), участник Великой Отечественной войны. C 11 августа 1941 по 1 июля 1942 года — начальник 3-го (Синцзян, Монголия, Тува) отделения IV (Дальневосточного) отдела 1-го (разведывательного) управления НКВД.
В 1942 году сопровождал на Западный фронт правительственные делегации МНР и ТНР. 1 июля 1942 года был назначен начальником II (Китайского) отделения IV (Дальневосточного) отдела 1-го (разведывательного) управления НКВД, с 11 февраля 1943 года — майор государственной безопасности, с 16 августа — подполковник, позднее получил звание полковника. В 1943 году сопровождал посла США в СССР У. Стэндли в поездке в Сталинград. Сотрудник секретариата советской делегации на Московской конференции министров иностранных дел СССР, США и Великобритании (1943), затем работал вторым секретарём Посольства СССР в Китайской Республике (г. Чунцин).
Окончил аспирантуру Тихоокеанского института АН СССР, защитив диссертацию на соискание степени кандидата исторических наук (1945).
В 1946—1950 годах — представитель Посольства СССР в Северном Китае, вице-консул, с 1948 года — управляющий Генеральным консульством СССР в Бэйпине (Пекин), в 1949—1950 годах — советник Посольства СССР в КНР. В 1949 году участвовал во встрече представителя ЦК ВКП(б) И. В. Ковалёва с Мао Цзэдуном, Чжоу Эньлаем, Лю Шаоци, Чжу Дэ и др. Будучи генеральным консулом СССР, стал тем дипломатом, через которого 2 октября 1949 года правительство Советского Союза осуществило акт торжественного признания Китайской Народной Республики и установления дипломатических отношений между СССР и КНР. С 1950 года работал в аппарате МИД СССР. В 1951 году участвовал в беседе Сталина, Молотова и других советских руководителей с председателем ЦК Трудовой партии Кореи Ким Ир Сеном и членом Политбюро ЦК КПК Гао Ганом. Доктор исторических наук (1953). В 1953—1956 годах — советник-резидент Посольства СССР в Великобритании. С мая 1956 года — глава Миссии СССР в Японии, чрезвычайный и полномочный посланник I класса; позднее — советник-посланник Посольства СССР в Японии.
В 1957—1959 годах — заведующий отделом стран Азии Государственного комитета по культурным связям с зарубежными странами при Совете министров СССР. Одновременно в 1958—1980 годах — профессор МГИМО, заведующий кафедрой истории стран Востока (1959—1963).
Директор Института китаеведения АН СССР (1960—1961), руководил группой по написанию коллективной монографии «Новая история Китая». В 1961—1963 годах заместитель директора Института народов Азии, в 1963—1964 годах — Института экономики мировой социалистической системы, с 1966 года — старший научный сотрудник Института востоковедения.
Заведующий отделом Азии Управления по планированию внешнеполитических мероприятий МИД СССР (1965—1975), с 1967 года имеет дипломатический ранг чрезвычайного и полномочного посла. Член-корреспондент АН СССР с 26 ноября 1968 года по Отделению истории (всеобщая история).
В 1968—1974 годах был членом Исполнительного совета ЮНЕСКО от СССР, входил в состав международной комиссии по изданию семитомной «Истории человечества», ответственный редактор VII тома. Председатель Российского палестинского общества при АН СССР (1971—1978), член редакционной коллегии журнала «Проблемы Дальнего Востока» (1972—1988), главный редактор журнала «Новая и новейшая история» (1974—1982). С 1975 года — начальник Историко-дипломатического управления МИД СССР, член Комиссии по изданию дипломатических документов при МИД и Коллегии МИД (с 1977), в 1980—1986 годах — ректор Дипломатической академии. Председатель Национального комитета историков СССР (1980—1991), член бюро Международного комитета исторических наук. Действительный член АН СССР с 29 декабря 1981 года, академик-секретарь Отделения истории, член Президиума АН СССР (1982—1987), председатель Центрального правления Общества советско-китайской дружбы (1985—1991).
Почётный председатель Национального комитета российских историков (с 1994) и Общества российско-китайской дружбы (с 2003). В последнее время — главный научный сотрудник Центра изучения и прогнозирования российско-китайских отношений Института Дальнего Востока РАН, член бюро ОИФН РАН, советник Президиума РАН, почётный президент Ассоциации китаеведов. Главный редактор академического издания «История Китая с древнейших времён до начала XXI века».

## Награды и звания
- Орден «За заслуги перед Отечеством» III степени (2008) — за выдающийся вклад в развитие российской и мировой исторической науки и многолетнюю плодотворную деятельность[7]
- Орден Почёта (1998) — за заслуги перед государством, большой вклад в развитие отечественной науки и подготовку высококвалифицированных кадров[8]
- Орден Ленина (4 июля 1984)
- Орден Октябрьской революции (17 сентября 1975) — за заслуги в развитии советской науки и в связи с 250-летием Академии наук СССР[9]
- 2 ордена Трудового Красного Знамени (31 декабря 1966, 22 октября 1971)
- Орден Дружбы народов (31 августа 1978)
- 2 ордена Красной Звезды (25 июня 1954, 19 августа 1955)
- 2 ордена «Знак Почёта» (20 сентября 1943, 12 июля 1951)
- Нагрудный знак «Заслуженный работник НКВД» (27 апреля 1940)
- Заслуженный работник дипломатической службы Российской Федерации (2000)[10]
- Государственная премия Российской Федерации в области науки и техники (1999) — за цикл работ «Реформы и революции в Китае»
- Государственная премия СССР (1982) — за цикл научно-исследовательских работ по внешней политике СССР и международным отношениям
- медали («За оборону Москвы», «За победу над Германией в Великой Отечественной войне 1941—1945 гг.» и «50 лет Вооружённых Сил СССР»)

## Основные работы
- Движение за реформы в Китае в конце XIX в. и Кан Ю-вэй. — М., 1959 (2-е изд. 1980; 3-е изд. 2006; кит. перевод 1962, 1988).
- Сунь Ят-сен. Внешнеполитические воззрения и практика (Из истории национально-освободительной борьбы китайского народа). — М., 1964.
- Сунь Ят-сен — друг Советского Союза. К столетию со дня рождения 1866—1966. — М., 1966.
- История Китая и современность. — М.: Наука, 1976. — 360 с.
- Завещание китайского революционера: Сунь Ятсен: жизнь, борьба и эволюция политических взглядов. — М. : Политиздат, 1986. — 222, [2] с.
- Китай и всемирная история. — М: Наука, Главная редакция восточной литературы, 1988. — 590 с.
- Россия — Япония: обречены на добрососедство. — М., 1996.
- Путь Китая к объединению и независимости. М., 1999 (кит. перевод 2000).
- Дипломатия: исследования и воспоминания. — М., 2001.
- Возвращение к Воротам небесного спокойствия. — М., 2002. — ISBN 5-88451-124-8 (кит. перевод 2004).
- XX век. Взгляд с близкого расстояния. — М., 2004.
- Век стремительных перемен. — М: Наука, 2005. — 540 с.
- Избранные произведения. Кн. 1—5. — М., 2006; Кн. 6. — М., 2012.
- Восприятие в Китае образа России. — М., 2008.